# Allende (Nuevo León)
Allende é um município do estado de Nuevo León, no México.
Em 2005, o município possuía um total de 29.568 habitantes.